# Harold Macmillan
Harold Macmillan (10. února 1894 Chelsea – 29. prosince 1986 Chelwood Gate) byl britský politik, člen Konzervativní strany a premiér.
Byl pragmatickým politikem, před druhou světovou válkou kritizoval appeasement a do vysoké politiky se dostal jako chráněnec Winstona Churchilla. Byl přesvědčen o nutnosti existence smíšené ekonomiky, pamatoval si situaci za velké hospodářské krize a upřednostňoval keynesiánskou strategii veřejných investicí.
V mezinárodních vztazích obnovil zvláštní vztahy se Spojenými státy po ochlazení způsobené suezskou krizí a napomohl dekolonizaci Subsaharské Afriky. Podnítil restrukturalizaci obrany země tak, aby byla připravena na novou situaci, posílil jadernou výzbroj země střelami Polaris a inicioval zahájení rozhovorů o omezení zkoušek jaderných zbraní.

## Mládí
Narodil se na Cadogan Place v Chelsea jako syn Maurice Crawford Macmillana a jeho ženy Helen. Studoval na Eton College, ale studium přerušil poté, co onemocněl na zápal plic. Později studoval i na Balliol College v Oxfordu, i když dokončil jen dva roky čtyřletého oboru.
V době první světové války sloužil u pěchoty, dosáhl hodnosti kapitána a byl několikrát zraněn. Poslední období války strávil v nemocnici, kde absolvoval několik operací. Po válce se zapojil do práce rodinného vydavatelství Macmillan Publishers.

## Politická kariéra
Poslancem Dolní sněmovny byl zvolen roku 1924 za obvod Stockton-on-Tees. Ve 30. letech se projevoval jako ostrý kritik politiky appeasementu uplatňované Stanleyem Baldwinem a později Nevillem Chamberlainem. V tomto období také publikoval svou první knihu, obhajující centristickou politiku.
V letech 1940 až 42 zastával pozici parlamentního tajemníka ministra zásobování a koordinoval dodávky zbraní pro Britskou armádu a letectvo. Poté byl jmenován do funkce zástupce ministra pro kolonie. V této funkci působil jako prostředník mezi Winstonem Churchillem a americkým generálem Eisenhowerem, který tehdy působil v severní Africe. Podle autora knihy Oběti Jalty Nikolaje Dimitrijeviče Tolstoj-Miloslavského byl zodpovědný za násilné vydání celkem 70 000 sovětských válečných zajatců a uprchlíků do SSSR v rámci Operace Keelhaul.
Po vítězství konzervativců ve volbách roku 1951 získal místo ministra pro výstavbu a Churchillem byl pověřen, aby zajistil výstavbu 300 000 domů ročně. Od října 1954 zastával funkci ministra obrany. Jeho hlavním tématem v této pozici bylo posílení jaderné výzbroje. V únoru 1955 bylo rozhodnuto o vývoji vodíkové bomby. Ve vládě Anthonyho Edena působil krátce jako ministr zahraničí a později ministr financí.

## První období
Po Edenově rezignaci v lednu 1957 ho nahradil ve funkci vůdce Konzervativní strany a premiéra.
Hlavním odvětvím domácí politiky byla pro něho ekonomika. Snažil se dosáhnout co nejvyšší nebo dokonce i plné zaměstnanosti. To narazilo na odpor u monetaristicky zaměřených ekonomických ministrů, kteří argumentovali tím, že podpora libry vyžaduje přísnou kontrolu výdajů a to zřejmě vyvolá i jistou míru nezaměstnanosti. Jejich námitky byly odmítnuty, a tak několik ministrů v lednu 1958 rezignovalo.
Převzal i kontrolu nad zahraniční politikou a urychleně pracoval na zlepšení vztahů se Spojenými státy po Suezské krizi. V tom mu napomohly předchozí válečné styky s Dwightem D. Eisenhowerem. V únoru 1959 byl prvním západním politikem, který po druhé světové válce navštívil Sovětský svaz. Rozhovory s Nikitou Chruščovem zmírnily napětí mezi východem a západem v otázce Západního Berlína a vedly k dohodě nad principy zastavení zkoušek jaderných zbraní. Byl také velkým zastáncem dekolonizace, nezávislost získaly státy Ghana (jako kolonie pod jménem Zlaté pobřeží) a Malajsie.
V dubnu 1957 potvrdil svoji podporu pro britské jaderné zbraně. Pokoušel se přesvědčit Spojené státy ke spolupráci na vývoji jaderných zbraní a jedním z podpůrných argumentů měl být vývoj vlastní vodíkové pumy, jež byla úspěšné vyzkoušena v listopadu 1957. V červenci 1958 bylo přijato rozhodnutí o urychlení vývoje balistických raket.

## Druhé období
Problémy s platební bilancí vedly roku 1961 ke zmražení mezd a ztrátě popularity vlády. Ustanovil komisi, která měla provádět kontrolu příjmů tak, aby byl zachován růst bez navýšení inflace.
Zvláštní vztahy se Spojenými státy pokračovaly i po nástupu Johna Kennedyho. Macmillan byl jeho spojencem v době karibské krize a Kennedy s ním tento problém denně telefonicky konzultoval. V druhém funkčním období akceleroval i proces dekolonizace v subsaharské Africe. V dubnu 1960 zastavil vývoj balistických raket Blue Streak, pro jejich zranitelnost případnými útočníky a jednal s americkým prezidentem o koupi amerických raket Polaris. Byl také hnacím motorem podpisu dohody o částečném zastavení zkoušek jaderných zbraní mezi Spojenými státy, Velkou Británií a Sovětským svazem.
Aféra Johna Profuma, ministra války, trvale poškodila kredit jeho kabinetu, nicméně hlasování v parlamentu skončilo porážkou jeho oponentů. Tento skandál se ale podepsal na jeho zdraví, a tak v říjnu 1963 rezignoval a jeho nástupcem se stal ministr zahraničí Alec Douglas-Home.

## Pozdní období
Zpočátku odmítl povýšení do šlechtického stavu a v září 1964 se stáhl z politického života. Roku 1960 byl zvolen rektorem Oxfordské univerzity. 
Zemřel 29. prosince 1986 v rodinném sídle Birch Grove.